# Fromentières (Marne)
Fromentières ist eine französische Gemeinde mit 379 Einwohnern (Stand 1. Januar 2022) im Département Marne in der Region Grand Est (vor 2016 Champagne-Ardenne). Sie gehört zum Arrondissement Épernay und zum Kanton Sézanne-Brie et Champagne.

## Geografie
Fromentières liegt etwa 95 Kilometer östlich des Pariser Stadtzentrums. Umgeben wird Fromentières von den Nachbargemeinden La Chapelle-sous-Orbais im Norden, Champaubert im Osten, Baye im Osten und Südosten, Bannay im Süden und Südosten, Le Thoult-Trosnay im Süden und Südwesten sowie Janvilliers im Westen. An der nördlichen Gemeindegrenze verläuft der Fluss Verdonnelle, der hier noch Ruisseau de la Fontaine Noire genannt wird.

## Bevölkerungsentwicklung
| Jahr                       | 1962 | 1968 | 1975 | 1982 | 1990 | 1999 | 2006 | 2011 | 2018 |
| -------------------------- | ---- | ---- | ---- | ---- | ---- | ---- | ---- | ---- | ---- |
| Einwohner                  | 316  | 280  | 273  | 249  | 222  | 280  | 342  | 393  | 378  |
| Quellen: Cassini und INSEE |      |      |      |      |      |      |      |      |      |

## Sehenswürdigkeiten

Kirche Sainte-Madeleine

- Kirche Sainte-Madeleine